# Бюрнель Ернест
Бюрнель Ернест (12 липня 1908, Льєж — б. УІІІ 1968, там само) — діяч бельгійського робітничого руху.

## Життєпис
Член Компартії Бельгії (КПБ) з 1938 року. Вчитель за фахом. Активний учасник Руху Опору. Після визволення Бельгії — головний редактор, а потім директор видавництва ЦО КПБ газети «Драпоруж» у 1946 році — член ЦК КПБ. У 1951-53 роки — перший секретар Льєжської федерації КПБ. З 1954 року — член Політбюро, національний секретар, з 1961 року — голова КПБ. У 1946-49 та з 1965 року — депутат парламенту.